# N-236
La N-236 era una carretera nacional espanyola que servia d'accés des de la Autopista del Nord-est a la localitat de Lleida.
Actualment la N-236 està descatalogada ja que ha estat desdoblegada i convertida en autovia canviant-se de nom com LL-12.